# Акила (апостол)
Акила (на латински: Aquila – орел; на старогръцки: Ἀκύλας) е римски християнски духовник от I век, един от Седемдесетте апостоли.
По произход понтийски евреин, той живее в Рим, където приема християнството от апостол Павел, а при антисемитските гонения на император Клавдий се преселва в Коринт. След това дълго време е мисионер в Леванта и умира мъченически.
Паметта на апостол Акила се отбелязва от Православната църква на 14 юли, а от Католическата - на 8 юли заедно с тази на съпругата му Прискила.